# 芝兰庄站
芝兰庄站是一个胶济线上的铁路车站，位于山东省高密市朝阳街道芝兰庄，建于1901年，目前为四等站，邮政编码为261502。胶济铁路电气化后，车站封闭。海青铁路建设时，作为接入站恢复启用。2018年高密站货场搬迁至本站，办理整车普通货物到发。